# Střízlíkovec chathamský
Střízlíkovec chathamský (Gerygone albofrontata) je zpěvný pták z rodu Gerygone, který se endemitně vyskytuje na Chathamských ostrovech. Samci mají olivově hnědou hlavu a svrchní část těla, která je ještě o něco tmavší na křídlech a na ocase. Čelo, obočí a spodní partie jsou čistě bílé. Samicím chybí bílé čelo, jejich obočí je do žluta a spodní partie mají šedý nádech. Duhovka je červená, u juvenilních jedinců hnědá. Délka těla dosahuje kolem 12 cm, samci váží 10 g a samice jen 8 g.
Období hnízdění trvá od září do ledna, přičemž většina vajíček je nakladena v říjnu a listopadu. Samice klade 2–4, nejčastěji 3 vejce do uzavřeného hnízda, které většinou visí na větvi. Inkubuje pouze samice po 17–21 dní. Altriciální a nidikolní mláďata jsou krmena po cca 20 dní rodiči, načež uskutečňují první let, avšak rodiče je nadále krmí až do 24 dnů po prvním letu. Na střízlíkovcích někdy parazituje kukačka nádherná. Druh byl původně hojně rozšířen po celých Chathamských ostrovech, avšak z důvodu odlesnění velké části Chathamova ostrova se tito pěvci stáhli do jeho jižních zalesněných částí.

## Systematika
První vědecký popis druhu pochází z roku 1844 z pera britského přírodovědce George Roberta Graye. Gray druh popsal na základně jedince odchyceného německým badatelem Ernstem Dieffenbachem, který exemplář získal již někdy v květnu 1840, načež jej zaslal do Britského muzea.
Binomické jméno druhu zní Gerygone albofrontat. Druhové jméno albofrontat odkazuje k bílému čelu samců (z latinského albus neboli „bílý“, a novolatinského frontatus, čili něco jako „zepředu“ (z latinského frons neboli „čelo“)).
Střizlíkovec chathamský se řadí do rodu Gerygone, který se v češtině označuje jménem střízlíkovec, stejně jako většina ostatních rodů čeledi střízlíkovcovití (Acanthizidae). Rod Gerygone zahrnuje kolem 20 druhů ptáků rozšířených v jihovýchodní Asii, Nové Guineji, Austrálii na Novém Zélandu a tichomořských ostrovech. Nejbližším příbuzným (sesterským taxonem) střízlíkovce chathamského je střízlíkovec novozélandský (G. igata). Obě linie se od sebe oddělily před cirka 1 milionem let. K dalším blízkým příbuzným patří střízlíkovec norfolský (G. modesta) a vyhynulý střízlíkovec ostrovní (G. insularis).

## Popis

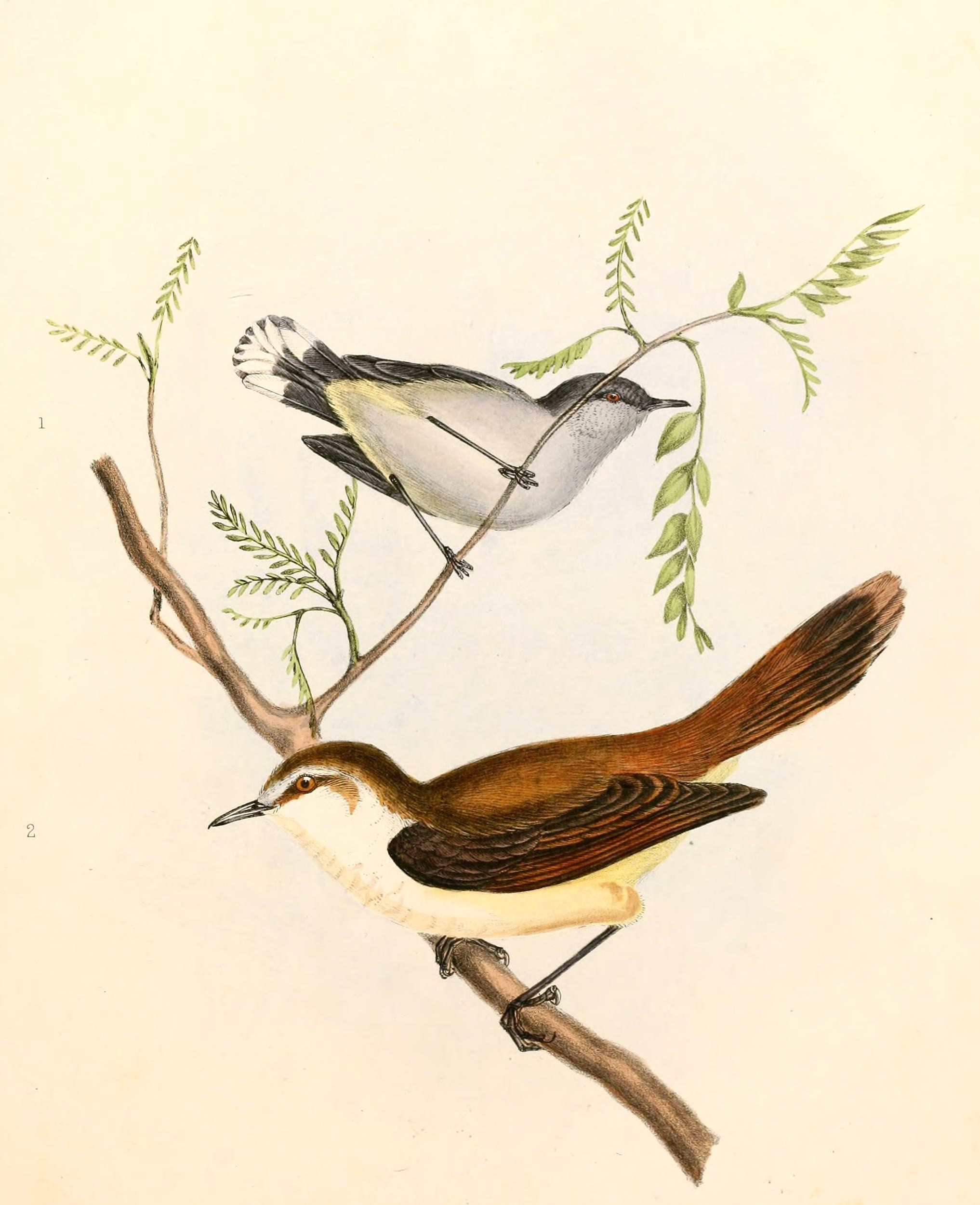
Střízlíkovec chathamský (dole) a s blízce příbuzným střízlíkovcem novozélankdsým (Charles Joseph Hullmandel, 1844)

Jedná se o malého lesního pěvce nevýrazných barev. Vrchní partie a hlava jsou olivově hnědé, která je tmavší na ocasu a na křídlech. Spodní partie jsou převážně krémově bílé, jen spodní ocasní krovky a boky jsou do žluta. Samci jsou robustnější než samice a lze je rozpoznat podle výrazného bílého čela, obočí, krku a bělejších spodních partií. U samic výrazně bílé čelo chybí, jejich spodní partie jsou bledě šedobílé a peří kolem obočí, tváří a krku je do žluta. Juvenilní jedinci jsou podobní samicím s tím rozdílem, že svrchní strana jejich těla je olivově hnědá a ta spodní je do žluta. Juvenálové mají hnědé duhovky, zatímco dospělci sytě červené. U samic se v době inkubace vyvíjí hnízdní nažina.
Délka těla dosahuje kolem 12 cm, samci váží 10 g a samice jen 8 g. Délka křídel u samců se pohybuje kolem 64 mm, u samic kolem 60 mm.

## Biologie

### Výskyt a stanoviště
Druh se vyskytuje pouze na Chathamských ostrovech, konkrétně v jižních částech Chathamova ostrova, na ostrovech Mangere, Little Mangere, Star Keys, Rangatira a na Pittově ostrově. Vyhledávaným habitatem jsou husté lesy a křovinaté oblasti. Na rozdíl od příbuzného střízlíkovce novozélandského se střízlíkovec chathamský příliš dobře neadaptoval na antropomorfní krajinu.

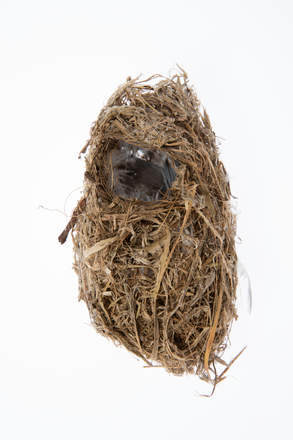
Hnízdo střízlíkovců chathamských

### Rozmnožování
Období hnízdění trvá od září do ledna, přičemž většina vajíček je kladena v říjnu a listopadu. Zahnízdění předchází založení teritoria, které si pár může vyhradit ještě během srpna. Na stavbě hnízda pracuje pouze samice. Uzavřené hnízdo hruškovitého tvaru má pouze malý vstupní otvor o průměru 3 cm v horní části, který má někdy jakousi terásku, za kterou se dospělec zadrápne při krmení mláďat skrze malý otvor. Hnízdo má délku kolem 15 cm, je 7 cm široké a 8 cm hluboké. Může být umístěno jak těsně u země, tak vysoko v korunách stromů. Někdy je vetkáno do větví, avšak většinou jen visí za jedinou větev volně ve vzduchu. K nejčastějším stromům, kde si střízlíkovci staví hnízdo, patří vřesovcovitý strom Dracophyllum arboreum. Vchod do hnízda je typicky namířen do otevřeného prostoru stromové koruny pro snadný přístup s dobrým rozhledem. Hnízdo je postaveno z kořínků, mechu, listí, kůry a stébel trav, které jsou protkány pavoučími sítěmi a kokony, které jej drží pohromadě. Vystýlku tvoří tlustá vrstva peří.
Samice klade 2–4, nejčastěji 3 vejce elipsovitého tvaru ve dvoudenních intervalech. Jejich barva je narůžovělá s načervenalým kropením nebo většími fleky. Velikost vejce je 18×13 mm a váha 1,8 g. Inkubuje pouze samice, která sedí na vejcích 17–21 dní. Altriciální a nidikolní mláďata jsou vykrmována oběma rodiči. Po cca 20 dnech dochází k jejich odletu z hnízda, nicméně rodiče je nadále krmí po dalších několik týdnů, avšak ne déle než 24 dní. V této době si rodiče mláďata typicky „rozdělí“, takže každý rodič vykrmuje 1 nebo 2 ptáčata. Na rozdíl od střízlíkovců novozélandských snáší chathamští střízlíkovci pouze jednu snůšku; ke druhé snůšce dochází spíše sporadicky, většinou z důvodu zániku první snůšky.
K prvnímu zahnízdění patrně dochází až ve druhém roce života. Může se dožít nejméně 7 let. Na střízlíkovcích chathamských příležitostně parazituje kukačka nádherná. Toho bylo pokusně využito při záchranných pracích na obnově populace lejsčíků chathamských, jejichž vejce byla ochranáři přemisťována do hnízd střízlíkovců, kteří sice dovedli vejce lejsčíků úspěšně vyinkubovat, avšak narozená ptáčata již nedokázala vyvést a mladí lejsčíci uhynuli.

### Potrava
Většinu času tráví v horních částech stromového baldachýnu, kde polétaví kolem a sbírají bezobratlé živočichy jako jsou pavouci, housenky, mouchy a brouci. Na zemi a v nižších lesních patrech sbírají potravu méně často.

### Chování
Nejsou příliš dobrými letci. Juvenilní jedinci občas formují nepočetná hejna, a to zvláště v oblastech s vysokou hustotou výskytu. Ta se může napříč ostrovy razantně lišit v závislosti na přítomnosti predátorů. Např. na ostrově Rangatira, který je bez introdukovaných savců, byla naměřena populační hustota 10,4 párů na hektar, zatímco na Chathamově ostrově, kde se vyskytují introdukovaní savci, bylo zaznamenáno pouze 0,3 párů na hektar.
Hlavně v období hnízdění samci vehementně brání svá teritoria proti vetřelcům. K prvnímu přepeřování dochází u juvenilních jedinců v období listopadu až ledna, dospělci přepeřují několik týdnů po období hnízdění, tedy někdy kolem ledna až března. Zpívá pouze samec, který se projevuje hlasitým trylkováním připomínajícím čtyřslabičné čí-č-č-č, které několikrát po sobě opakuje.

## Ohrožení a ochrana
Dle fosilních nálezů byli střízlíkovci chathamští ještě v polovině 20. století hojně rozšířeni ve všech oblastech ostrovů a dokonce se jednalo o nejrozšířenějšího chathamského pěvce. Následkem masivního odlesnění největšího z ostrovů (Chathamův ostrov) však způsobilo úplné vymizení populace ze severní části tohoto ostrova. I když introdukovaní predátoři nemají na střízlíkovce zásadní vliv jako na některé jiné chathamské ptačí druhy, krysy obecné nebo zdivočelé kočky představují pro střízlíkovce trvalou hrozbu. Introdukovaní predátoři jsou patrně důvodem, proč mají střízlíkovci nižší hustotu výskytu v jižních částech Pittova ostrova oproti Rangatira nebo Mangere, které jsou bez predátorů.
Celková populace druhu není známá, někdy se odhaduje na 5000 kusů. Jedná se o místně rozšířený druh, pročež jej Mezinárodní svaz ochrany přírody hodnotí jako málo dotčený.